# Беррути, Ливио
Ливио Беррути (итал. Livio Berruti; род. 19 мая 1939, Турин) — итальянский бегун на короткие дистанции, олимпийский чемпион 1960 года в беге на 200 метров с мировым рекордом — 20,5. Многократный чемпион Италии, победитель Универсиад и Средиземноморских игр.

## Спортивная карьера

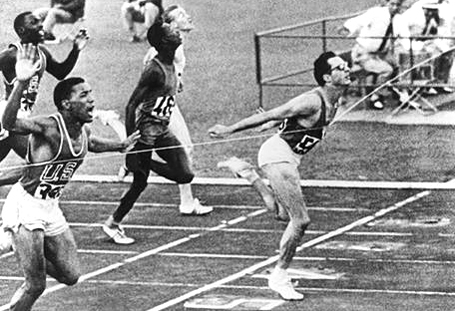
Беррути побеждает на дистанции 200 м на Олимпиаде в Риме

Спортивную карьеру начинал с прыжков в высоту. В 18 лет он вошёл в национальную сборную. 26 мая 1960 года повторил рекорд Европы в беге на 100 метров, показав время 10,2. Шестикратный чемпион Италии в беге на 100 метров и восьмикратный чемпион в беге на 200 метров.
На Олимпиаде 1964 года занял 5-е место в беге на 200 метров и 7-е место в эстафете 4×100 метров. На Олимпийских играх 1968 года занял 7-е место в беге на 200 метров.
Завершил спортивную карьеру в 1969 году.